# Alba Mons
L'Alba Mons è una struttura geologica della superficie di Marte.